# Kup Maršala Tita 1973
La Kup Maršala Tita 1973 fu la 26ª edizione della Coppa di Jugoslavia. 2667 squadre parteciparono alle qualificazioni che portarono alle 32 che presero parte alla coppa vera e propria, che si disputò dall'11 agosto al 28 novembre 1973.
Fu la prima (di due) edizione disputata nel periodo autunnale (da agosto a novembre, con la finale il 29, Festa della Repubblica). Dall'edizione precedente ci fu un distacco di un anno e mezzo.
Il trofeo fu vinto dal Hajduk Spalato (al secondo successo consecutivo), sconfiggendo in finale la Stella Rossa. Per gli spalatini fu il terzo titolo in questa competizione.

Avendo l'Hajduk vinto anche il campionato, la finalista sconfitta Stella Rossa ottenne l'accesso alla Coppa delle Coppe 1974-1975.

## Qualificazioni
```
Queste una delle partite della Coppa di 
Voivodina
 del 
Proleter Zrenjanin
.
[
6
]

Crvenka - Proleter                  1-0
```

## Il torneo
La più grande sorpresa venne al primo turno quando il Timok, squadra di terza divisione, batté la Dinamo Zagabria, finalista dell'edizione precedente. Contemporaneamente anche il Rudar Kakanj, altra compagine di terza, superò ai rigori il Sarajevo.

Tuttavia il Timok venne "massacrato" nel turno successivo dallo Željezničar per 1–8 in casa.

Altra sorpresa fu il percorso del NK Zagabria, capace di espugnare il campo del Partizan per 1–4. Nel turno successivo superò il Maribor, prima di cedere di schianto in semifinale contro la Stella Rossa (2–7). I biancorossi giunsero così in finale, dopo aver battuto Čelik Zenica e Radnički Niš.

L'altra finalista fu la dententrice della coppa, l'Hajduk Spalato che eliminò i concittadini del RNK Spalato e poi, con fatica, Borac Banja Luka e Željezničar.

Nella finale gli spalatini batterono la Stella Rossa e completarono la doppietta campionato-coppa.

## Squadre qualificate
Le 18 partecipanti della Prva Liga 1972-1973 sono qualificate di diritto. Le altre 14 squadre (in giallo) sono passate attraverso le qualificazioni.

### Calendario
| Turno                | Gare        | Date                  | Numero gare | Riduzione squadre |
| -------------------- | ----------- | --------------------- | ----------- | ----------------- |
| Sedicesimi di finale | Gara unica  | 11 agosto 1973        | 16          | 32 → 16           |
| Ottavi di finale     | Gara unica  | 29 agosto 1973        | 8           | 16 → 8            |
| Quarti di finale     | Gara unica  | 3 ottobre 1973        | 4           | 8 → 4             |
| Semifinali           | Gara unica  | 14 novembre 1973      | 2           | 4 → 2             |
| Finale               | Da definire | 21 e 28 novembre 1973 | 1           | 2 → 1             |

In finale, dal 1969 al 1986, vigeva la regola che:
- Se fossero giunte due squadre da fuori Belgrado, la finale si sarebbe disputata in gara unica nella capitale.
- Se vi fosse giunta una squadra di Belgrado, la finale si sarebbe disputata in due gare, con il ritorno nella capitale.
- Se vi fossero giunte due squadre di Belgrado, si sarebbe sorteggiato in quale stadio disputare la gara unica.
- Nelle edizioni del 1973 e del 1974, la finale a Belgrado si sarebbe disputata il 29 novembre, in concomitanza con la festa per la Festa della Repubblica

## Sedicesimi di finale
| Squadra 1          | Risultato             | Squadra 2                |
| ------------------ | --------------------- | ------------------------ |
| 11 agosto 1973     |                       |                          |
| (4) Borac Šamac    | 0 – 4                 | OFK Belgrado (1)         |
| (1) Čelik Zenica   | 3 – 2                 | Bor (1)                  |
| (3) Hajduk Kula    | 0 – 5                 | Šumadija Aranđelovac (2) |
| (1) Hajduk Spalato | 5 – 1                 | Vardar (1)               |
| (2) Maribor        | 4 – 0                 | Lovćen (3)               |
| (3) Ohrid          | 3 – 4                 | Borac Banja Luka (1)     |
| (1) Stella Rossa   | 2 – 0                 | Dinamo Pančevo (2)       |
| (3) Rudar Kakanj   | 1 – 1 (dts) (5-4 dtr) | Sarajevo (1)             |
| (1) Sloboda Tuzla  | 0 – 1                 | Partizan (1)             |
| (3) RNK Spalato    | 1 – 0                 | Spartak Subotica (2)     |
| (3) Timok          | 3 – 1                 | Dinamo Zagabria (1)      |
| (2) FK Trepča      | 0 – 2                 | Radnički Niš (1)         |
| (1) Velež Mostar   | 1 – 0                 | Belišće (3)              |
| (1) Vojvodina      | 1 – 0                 | Sloboda Užice (3)        |
| (1) NK Zagabria    | 3 – 0                 | Sutjeska (2)             |
| (1) Željezničar    | 3 – 0                 | Olimpia Lubiana (1)      |

## Ottavi di finale
| Squadra 1                | Risultato | Squadra 2          |
| ------------------------ | --------- | ------------------ |
| 29 agosto 1973           |           |                    |
| (1) Borac Banja Luka     | 2 – 0     | Velež Mostar (1)   |
| (1) Čelik Zenica         | 0 – 1     | Stella Rossa (1)   |
| (2) Maribor              | 3 – 1     | Rudar Kakanj (3)   |
| (1) OFK Belgrado         | 3 – 1     | Vojvodina (1)      |
| (1) Partizan             | 1 – 4     | NK Zagabria (1)    |
| (3) RNK Spalato          | 0 – 5     | Hajduk Spalato (1) |
| (2) Šumadija Aranđelovac | 0 – 1     | Radnički Niš (1)   |
| (3) Timok                | 1 – 8     | Željezničar (1)    |

## Quarti di finale
| Squadra 1          | Risultato   | Squadra 2            |
| ------------------ | ----------- | -------------------- |
| 3 ottobre 1973     |             |                      |
| (1) Hajduk Spalato | 3 – 0 (dts) | Borac Banja Luka (1) |
| (1) OFK Belgrado   | 1 – 3       | Željezničar (1)      |
| (1) Radnički Niš   | 0 – 1       | Stella Rossa (1)     |
| (1) NK Zagabria    | 3 – 1       | Maribor (2)          |

## Semifinali
| Squadra 1        | Risultato             | Squadra 2          |
| ---------------- | --------------------- | ------------------ |
| 14 novembre 1973 |                       |                    |
| (1) Stella Rossa | 7 – 2                 | NK Zagabria (1)    |
| (1) Željezničar  | 1 – 1 (dts) (3-4 dtr) | Hajduk Spalato (1) |

## Finale
| Squadra 1          | Totale | Squadra 2        | Andata     | Ritorno    |
| ------------------ | ------ | ---------------- | ---------- | ---------- |
|                    |        |                  | 21.11.1973 | 28.11.1973 |
| (1) Hajduk Spalato | 3 – 2  | Stella Rossa (1) | 1 – 1      | 2 – 1      |

### Andata
| Arbitro: | V. Ljujić (Belgrado) |

|            |           |            |
| Žungul 57’ | Marcatori | 17’ Karasi |

| Hajduk | Stella Rossa |

|                 |  |                 |          |
|                 |  |                 |          |
| P               |  | Ivan Katalinić  |          |
| D               |  | Luka Peruzović  |          |
| D               |  | Dragan Holcer   |          |
| D               |  | Ivan Buljan     |          |
| D               |  | Vedran Rožić    |          |
| C               |  | Dražen Mužinić  |          |
| C               |  | Branko Oblak    | Uscita   |
| C               |  | Ivica Šurjak    |          |
| A               |  | Jurica Jerković |          |
| A               |  | Mićun Jovanić   | Uscita   |
| A               |  | Slaviša Žungul  |          |
| A disposizione: |  |                 |          |
| C               |  | Željko Mijač    | Ingresso |
| D               |  | Vilson Džoni    | Ingresso |
| Allenatore:     |  |                 |          |
| Tomislav Ivić   |  |                 |          |

|                 |  |                        |  |
|                 |  |                        |  |
| P               |  | Olja Petrović          |  |
| D               |  | Nikola Jovanović       |  |
| D               |  | Kiril Dojčinovski      |  |
| D               |  | Miroslav Pavlović      |  |
| C               |  | Vladislav Bogićević    |  |
| C               |  | Petar Baralić          |  |
| C               |  | Jovan Aćimović         |  |
| C               |  | Vladimir Petrović      |  |
| A               |  | Vojin Lazarević        |  |
| A               |  | Aleksandar Panajotović |  |
| A               |  | Stanislav Karasi       |  |
| Allenatore:     |  |                        |  |
| Miljan Miljanić |  |                        |  |

### Ritorno
| Arbitro: | Željko Kurir (Spalato) |

|                 |           |                         |
| Panajotović 87’ | Marcatori | 27’ Žungul 67’ Jerković |

| Stella Rossa | Hajduk |

|                 |  |                        |          |
|                 |  |                        |          |
| P               |  | Olja Petrović          |          |
| D               |  | Nikola Jovanović       | Uscita   |
| D               |  | Kiril Dojčinovski      |          |
| D               |  | Miroslav Pavlović      |          |
| C               |  | Vladislav Bogićević    |          |
| C               |  | Petar Baralić          |          |
| C               |  | Jovan Aćimović         |          |
| C               |  | Vladimir Petrović      |          |
| A               |  | Vojin Lazarević        |          |
| A               |  | Aleksandar Panajotović |          |
| A               |  | Stanislav Karasi       |          |
| A disposizione: |  |                        |          |
| C               |  | Zoran Antonijević      | Ingresso |
| Allenatore:     |  |                        |          |
| Miljan Miljanić |  |                        |          |

|                 |  |                 |          |
|                 |  |                 |          |
| P               |  | Rizah Mešković  |          |
| D               |  | Luka Peruzović  | Uscita   |
| D               |  | Dragan Holcer   |          |
| D               |  | Ivan Buljan     |          |
| D               |  | Vedran Rožić    |          |
| D               |  | Vilson Džoni    |          |
| C               |  | Dražen Mužinić  |          |
| C               |  | Branko Oblak    |          |
| C               |  | Ivica Šurjak    |          |
| A               |  | Jurica Jerković |          |
| A               |  | Slaviša Žungul  |          |
| A disposizione: |  |                 |          |
| DF              |  | Mario Boljat    | Ingresso |
| Allenatore:     |  |                 |          |
| Tomislav Ivić   |  |                 |          |